# Areal Horečky
Areal Horečky – kompleks skoczni narciarskich w czeskiej miejscowości Frenštát pod Radhoštěm, do którego należą obiekty o punktach konstrukcyjnych K95, K45, K21, K10 oraz K5. Trenują tu wychowankowie miejscowego klubu Telovychovna Jednota Frenštát. Od 30 lat regularnie odbywa się tu też Grand Prix Frenštátu, a w 2001 odbyły się tu mistrzostwa kraju.

## Historia
Pierwsza skocznia została tu wybudowana w 1935. Umożliwiała ona skoki na ok. 30 m. Dzięki późniejszej przebudowie punkt K obiektu przeniesiono na 60 metr. Wybudowano także mniejszy obiekt K40. Obie skocznie zostały wyłożone igelitem po tym, jak pochodzący z tego miasta Jiří Raška zdobył dwa medale (złoty i srebrny) podczas Zimowych Igrzysk Olimpijskich 1968 w Grenoble.
W 1973 roku zdecydowano się jeszcze bardziej powiększyć obiekt, tym razem do punktu K wynoszącego 80 metrów. Pierwszy skok na niej oddał Jiří Raška. Dzięki następnej przebudowie obiekt powiększono do K93.
Największa skocznia przeszła w 2003 renowację. Przesunięto jej punkt K do 95 metrów, wymieniono stary już igelit, oraz wyposażono ją w podgrzewany, ceramiczny najazd.

### Dane obiektu K95
- Punkt K: 95 m
- Rozmiar skoczni: 105 m
- Punkt sędziowski: 105 m
- Rekord skoczni: 107 m –  Jiří Mazoch (12 lutego 2006)
- Długość rozbiegu: 88 m
- Wysokość progu: 2.4 m
- Nachylenie progu: 11.0°
- Nachylenie zeskoku: 34.0°